# Don McFarlane (ur. 1931)
Don McFarlane, właśc. James Donald McFarlane (ur. 10 czerwca 1931 w Toronto) – kanadyjski lekkoatleta, sprinter, mistrz igrzysk Imperium Brytyjskiego i Wspólnoty Brytyjskiej, uczestnik igrzysk olimpijskich.
Wystąpił na igrzyskach olimpijskich w 1952 w Helsinkach, gdzie odpadł w ćwierćfinale biegu na 200 metrów oraz w eliminacjach biegu na 100 metrów i sztafety 4 × 100 metrów.
Zdobył złoty medal w sztafecie 4 × 110 jardów (w składzie: Don Stonehouse, Bruce Springbett, Harry Nelson i McFarlane) oraz srebrny medal w biegu na 100  jardów, przegrywając jedynie z Mikiem Agostinim z Trynidadu i Tobago, a wyprzedzając Hectora Hogana z Australii, na igrzyskach Imperium Brytyjskiego i Wspólnoty Brytyjskiej w 1954 w Vancouver. Sztafeta kanadyjska wyrównała wówczas rekord kraju wynikiem 41,3 s. McFarlane startował na tych igrzyskach również w biegu na 220 jardów, ale odpadł w eliminacjach. 
Był mistrzem Kanady w biegu na 100 metrów w 1952 i w biegu n 100 jardów w 1953, wicemistrzem w biegu na 200 metrów w 1952 oraz brązowym medalistą w biegu na 100 jardów w 1950 i 1954.